# Szalavat
Szаlavat (oroszul: Салават, baskír nyelven: Салауат) város Oroszországban, a Baskír Köztársaságban.

## Népesség
- 2002-ben 158 600 lakosa volt, melyből 87 266 orosz, 32 214 tatár, 28 062 baskír, 3 481 csuvas, 3 069 ukrán, 1 260 mordvin, 637 fehérorosz, 394 mari, 335 német, 267 örmény, 226 üzbég, 61 udmurt..
- 2010-ben 156 095 lakosa volt, melyből 85 229 orosz, 32 351 tatár, 27 890 baskír, 3 227 csuvas, 2 381 ukrán, 1 198 mordvin, 508 fehérorosz, 330 mari, 59 udmurt.